# Apenas un delincuente
 Apenas un delincuente  es una película argentina del género de policial, filmada en blanco y negro y dirigida por Hugo Fregonese según su propio guion, escrito en colaboración con Israel Chas de Cruz, Raimundo Calcagno, Tulio Demicheli y José Ramón Luna. La película se estrenó el 22 de marzo de 1949 y tuvo como protagonistas a Jorge Salcedo, Tito Alonso, Sebastián Chiola, Homero Cárpena, Nathan Pinzón, Linda Lorena, Josefa Goldar y Jacinto Herrera. Se trata de un filme que es un hito en el cine policial semidocumental y que tiene a Buenos Aires como uno de sus protagonistas. Tulio Demicheli colaboró también en el encuadre.
En una encuesta de las 100 mejores películas del cine argentino llevada a cabo por el Museo del Cine Pablo Ducrós Hicken en el año 2000, la película alcanzó el puesto 10. En una nueva versión de la encuesta organizada en 2022 por las revistas especializadas La vida útil, Taipei y La tierra quema, presentada en el Festival Internacional de Cine de Mar del Plata, la película alcanzó el puesto 27.

## Sinopsis
Después de perder su dinero en el juego, José Morán decide estafar a la empresa donde trabaja en una importante suma de dinero, esconderlos mientras cumple la condena de seis años de cárcel que le dan por el hecho y disfrutarlo a su salida. Una vez en la cárcel la vida se complica tanto para él como para su familia y poco a poco el plan perfecto empieza a develarse como un terrible error.

## Reparto
Los intérpretes del filme fueron:
- Jorge Salcedo como José Morán
- Tito Alonso como Carlos Morán
- Sebastián Chiola como Rosatto
- Homero Cárpena
- Nathan Pinzón como 619
- Linda Lorena como Laura
- Josefa Goldar como Doña Emilia
- Jacinto Herrera
- Tito Grassi como Inspector
- Rodolfo Crespi
- José De Ángelis como Director de la penitenciaría

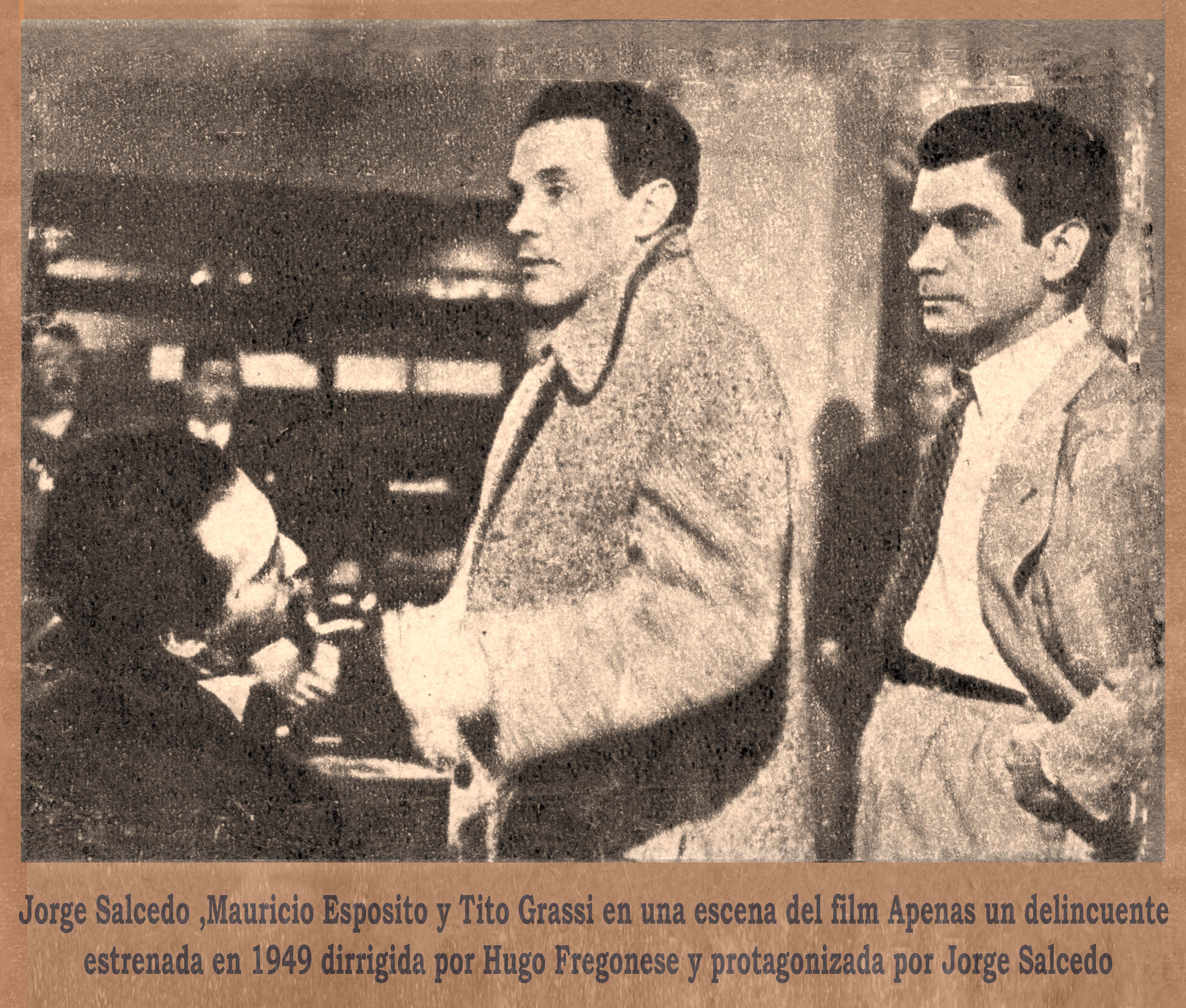
Jorge Salcedo, Tito Grassi y Mauricio Esposito en una escena de la película.

- Orestes Soriani como Gerente
- Alfonso Ferrari Amores
- Mauricio Espósito
- Gaby Guerrico
- Pedro Doril
- Guillermo Casali
- José A. Vázquez
- Sicardi-Brenda
- Faith Domergue
- Fausto Padín
- Raúl Luar
- Alberto Peyrou
- Mario Cozza
- Susan Drimer
- Rodolfo Boquel
- Aníbal Romero

## Producción
Se filmó principalmente en las calles de Buenos Aires. James Mason decidió actuar en la película One Way Street de Fregonese, de 1950, cuando tenía el título de trabajo Death on a Side Street, una vez que vio Apenas un delincuente.

## Lanzamiento
Los productores de la película esperaban que tuviera éxito en los Estados Unidos con subtítulos en inglés, bajo el título Hardly a Criminal. Después de la exhibición de la película en 1949 en la Academia Estadounidense de las Artes y las Ciencias, el director y su esposa Faith Domergue organizaron una fiesta para varios invitados.
En 2014, la película, junto con One Way Street, se estrenaron en el programa Noir City: Hollywood, 16th Annual Festival of Film Noir en el Grauman's Egyptian Theatre. Fue parte del programa Death is My Dance Partner: Film Noir in Postwar Argentina, que contó con seis largometrajes que fueron filmados en la época del peronismo (1949-1956), en el Museo de Arte Moderno en 2016. Fue lanzado con película de 35 mm y un nuevo doblaje en inglés como parte de la Colección de la Fundación Film Noir del Archivo de Cine y Televisión de la UCLA. En 2020, la película fue seleccionada en el 18.° Festival Anual de Cine Noir de San Francisco.

## Recepción
Los críticos de Buenos Aires en 1949 dijeron que era la «película destacada del año» de Argentina. La American Cinematheque dijo que la película es «el mejor cine negro argentino de la década de 1940» y que «es una mezcla audaz de Naked City y Brute Force». Nicolas Rapold, de Film Comment, escribió: «Aunque carecía de la imagen de sus homólogos estadounidenses, era difícil dejar al descubierto el orgullo masculino y la vergüenza familiar».
La crónica del periódico Crítica decía que «la realización de H. Fregonese es cinematográfica y da a la película una fisonomía muy norteamericana sin que ese alarde, disimulado por la misma fluidez de la acción, llegue al virtuosismo de visible fabricación artificial».
La investigadora Clara Kriger dice que esta película inaugura en el cine argentino el gusto por mostrar el trajín de las calles urbanas, la gente apurada cruzando la calle, los tranvías y todo aquello que pudiera representar la velocidad de la vida urbana, más las persecuciones a través de techos, rutas y calles con autos, motos y helicópteros, en tanto los delincuentes y los policías utilizan todos los medios de comunicación disponibles. El filme suma elementos realistas, sacados de la vida cotidiana local, y expone las modalidades actualizadas tanto del delito como de su persecución.
La película inició la carrera de director de cine de Hollywood del director. Con el antecedente de esta película, sumado a sus anteriores filmes Pampa bárbara, Donde mueren las palabras y De hombre a hombre, Fregonese hace su segunda incursión en Hollywood y esta vez es contratado para dirigir diversas películas.